# الشقبة (بني سعد)

تعديل مصدري - تعديل

الشقبة هي إحدى قرى عزلة بني على بمديرية بني سعد التابعة لمحافظة المحويت، بلغ تعداد سكانها 120 نسمة حسب تعداد اليمن لعام 2004.